# Lešek Wronka
Lešek Wronka (* 16. listopadu 1960) je česko-polský hudební producent, skladatel, textař, režisér a scenárista.

## Životopis
Lešek Wronka se narodil 16. listopadu 1960 v Českém Těšíně. Do roku 1997 žil v Třinci. Od roku 1998 žije trvale v Praze. Vystudoval DAMU v polské Wroclavi. Od mládí se věnoval umění, zejména hudbě. Dlouhodobě působí v hudebním showbusinessu. Z prvního manželství má syna Michala (1987), rovněž producenta a scenáristu a dceru Magdalénu (1991), která je herečkou a moderátorkou. Kromě nich má ještě syna Tobiase (2008). V únoru 2015 se oženil s polskou zpěvačkou Halinou Mlynkovou. V srpnu 2020 se rozvedli.

### 1985–1989
Do sametové revoluce v roce 1989 působil jako herec, skladatel, zpěvák a básník. Jako herec vystupoval na polské scéně Těšínského divadla a jako zpěvák v různých zábavných televizních pořadech. Aktivně se zúčastnil hudebních festivalů jako npř.: Bratislavská lyra, Studentská píseň Wroclav, Piosenka aktorska Krakow, Festival české a slovenské písně v Ustroniu, či Zlatá Loutna . Jako herec se představil ve filmech Král kolonád (Česko) a Trans-Atlantyk (Polsko). Do roku 1989 se rovněž věnoval tvorbě filmové, scénické a rozhlasové hudby jak pro česká divadla, tak pro polské divadelní scény. V té době rovněž sólově vystupoval jako zpěvák s kapelami Gratis a Ballabile. Se svými písněmi Tango, Sezóna pod nulou, Maestro maestro, patřil k předním talentům české hudební scény. Vystupoval společně s Heidi Janků, pro kterou složil několik písní. Skládal taky pro Věru Špinarovou a další. V té době rovněž napsal hudbu k úspěšným muzikálům Motýli jsou volní a Císařovy nové šaty.

### 1989–2004
Po roce 1989 odešel do podnikatelské sféry a věnoval se různým aktivitám. V letech 1997 až 2004 působil jako generální ředitel a předseda představenstva ve společnosti Čechofracht. Zároveň nadále se věnoval hudební a producentské činnosti. Psal písně pro Helenu Vondráčkovou, Karla Gotta, Věru Špinarovou, Hanu Zagorovou, Jitku Zelenkovou, Moniku Absolonovou, Karla Černocha a další. Produkoval mezi jinými album Věry Špinarové Když se láskám stýská. Kromě toho napsal hudbu k velmi úspěšným muzikálům Ferda Mravenec, Sněhurka a sedm trpaslíků, Sněhová královna a k více než 20 loutkovým představením.

### 2004–2014
Objevil zpěvačku Ewu Farnou, které dělal manažera a producenta do roku 2014. Pro Ewu Farnou rovněž psal písničky a texty. (viz. Dílo) Byl rovněž manažerem a producentem Gabriely Gunčíkové ze soutěže Česko Slovenská Superstar. V roce 2011 se stal majitelem hudební sítě Bontonland. V letech 2013 a 2014 realizoval koncertní tour punkrockové kapely Doktor PP a zrežíroval celovečerní koncertní show polské zpěvačky Haliny Mlynkové „Po drugiej stronie lustra“. V roce 2014 složil hudbu k písni s textem Petra Šišky Bůh ví, která byla napsána a produkována pro opening ceremony u příležitosti církevního svátku Cyrila a Metoděje, který se uskutečnil v blízkosti katedrály na Velehradě.

### 2014–2019
Od konce roku 2013 do 2018 dělal manažera a producenta své ženě – polské zpěvačce Halině Mlynkové. V roce 2014 ji napsal a vyprodukoval desku Po drugiej stronie lustra (2014) a v roce 2016 složil hudbu, napsal některé texty a vyprodukoval pro ni album Zycia mi mało (2016). V tomto roce rovněž začaly přípravy nového zpracování muzikálu pro celou rodinu Ferda Mravenec, který měl premiéru v divadle Hybernia v Praze 17. března 2017. Soundtrack s písničkami a audioknihou z tohoto muzikálu byly vydány již v listopadu 2016. V listopadu 2016 rovněž vyšel soundtrack s písničkami z hudebního filmu Dušana Rapoše a Petra Šišky Muzzikanti, do kterého Lešek Wronka napsal filmovou hudbu a některé písně (viz Dílo) Premiéra filmu byla 1. března 2017. Začátkem léta 2017 připravil a režíroval koncertní show rockové kapely Doktor PP. Jako kreativní producent i jako autor se podílel na nové desce skupiny Doktor PP Levák, která vyšla 8. března 2018. Na jaře 2018 složil hudbu k titulní písní nové československé pohádky Když draka bolí hlava, kterou nazpíval Karel Gott se svojí dcerou Charlottou. Premiéra pohádky Petra Šišky a Dušana Rapoše se uskutečnila 25. 10. 2018. V rámci této pohádky zazněla i jeho Svatební píseň v podání Kateřiny Brožové.
V podnikatelské sféře dne 20. září 2017 otevřel spolu se svojí manželkou Halinou exklusivní fashion store VaNa1 v Paláci Koruna na Václavském náměstí 1 v Praze a v dubnu 2019 největší outletstore ve centrum Prahy VaNa1 Outlet.

### 2020 - současnost
Na jaře 2020 spolu se synem Michalem obnovil činnost hudební agentury Lewron music center. Začátkem roku v rámci této agentury 2020 vznikl projekt internetové TvProDeti, který byl zahájen 5. 10. 2020 jako youtube kanál. Zahrnuje v sobě hudební klipy pro děti s hrdiny Fidlíkem a Violenkou a původní Pohádky Tety Květy, které mají premiéry v týdenních intervalech. (viz. Dílo) Zároveň vytváří (scénáře + režie) na základě písní z jednotlivých sérii plnohodnotná divadelní představení tzv. TV pro děti naživo, se kterými vystupují po celé České republice. (viz. Dílo) V dubnu 2022 vzniká firma TV PRO DĚTI s.r.o. se zaměřením na tvorbu pro děti. Zároveň tato firma uzavírá exklusivní 10-letou smlouvu s Universal music CZ o spolupráci.
Nadále skládá scénickou a filmovou hudbu. Složil hudbu k české filmové komedii Dušana Rapoše Ženská pomsta, které premiéra se konala 10. 9. 2020. Součástí této komedie je titulní píseň Ženská pomsta v podání Heleny Vondráčkové. Pro tuto zpěvačku složil rovněž píseň Ve dvou..na její nové CD, které vyšlo v září 2020.
Koncem roku 2020 se vrátil k sólové tvorbě a vydal 2 singly/videoklipy v polštině Kochałaś na niby, Za mało w nas kłamstw. V březnu 2021 vydal další sólový singl/videoklip v polštině Ty zakochaj się..(we mnie!). V říjnu 2021 pak uvedl svůj sólový český singl/klip Dokud jsme spolu. V červnu 2022 měl premiéru další singl v češtině Ten den bude líp.
16.11.2023 vydal svoji sólovou desku Odemkni zámky s 11 původními písněmi (viz. Dílo)

## Lewron orchestra
Lešek Wronka je autorem hudby, libreta a textů k multimediálním česko-polským projektům Lewron Orchestra Olza a Lewron Orchestra Vichry. Projekty Olza (2005) a na něj volně navazující Vichry (2006) jsou multimediální koncertní show, které v sobě spojují hudební prvky s tancem, pantomimou, filmovou projekcí, „live“ hudebníky a světelnou show. Hudba a děj se inspirují bájemi a legendami Těšínského Slezska a starými slovanskými pověstmi tří zemí Polska, Česka a Slovenska. Přes 120 účinkujících z Česka, Polska a Slovenska předvedlo třídenní úchvatné show Olza na speciální velkolepé scéně na hraniční řece Olši-Olze v Českém Těšíně a Cieszynie, které vysílaly Česká televize a polská TVP. Projekt Vichry, financovaný z velké části jako jeden z prvních v Česku ze zdrojů Evropské unie viděli v 9 koncertech diváci v Bratislavě, Praze a Varšavě. Obě show byla zaznamenána a vydaná v podobě CD a DVD u Universal music. Vybrané skladby zazněly na koncertu Lucerna v plamenech, pořádaném v roce 2010 v Lucerně v Praze a v roce 2014 na Opening koncertě ve Werk Aréně v Třinci. V říjnu 2020 navázal na tvorbu Lewron orchestra ve spolupráci s violoncellistkou a zpěvačkou Terezii Koval vydáním singlu a natočením videoklipu Enigmatic.

## Ceny Anděl
Od roku 2004 spolu s Petrem Šiškou byl organizátorem a producentem Výročních cen akademie populární hudby Ceny Anděl. Od roku 2009 tyto ceny organizoval a produkoval samostatně prostřednictvím firmy Lewron music center s. r. o., kterou vlastní spolu se synem Michalem. V letech 2003 až 2013 vytvořil znělku Andělů a v letech 2008 až 2016 připravoval scénáře slavnostních udílení těchto cen. Od roku 2009 Lewron music center s. r. o. rovněž vyhlašoval Žánrové ceny Anděl, v rámci kterých byli oceňováni hudební tvůrci tzv. „menšinových“ žánrů, jako np. jazz, country, hip hop, reggae, world music, hard&heavy, alternativní hudby a dalších. Koncem roku 2016 se Lewron music center rozhodl nadále neorganizovat a nevyhlašovat tyto ceny a dohodl s IFPI na vrácení licence.

## Dílo

### Ewa Farna
Alba a skladby
- Měls mě vůbec rád (2006) – producent alba, autor hudby k písním Jak motýl, Jen spát
- Ticho (2007) – producent alba, autor hudby k písním Náhoda, Tenkrát, Něco nám přejte, Směj se
- Sam na sam (2007) – producent alba, autor hudby k písním Zamek ze szkła, Ja chcę spać
- Ewa Tour – Blíž ke hvězdám DVD a live CD (2008) – Producent alba, režie a scénář, autor hudby k bonusevému singlu Boží mlejny melou
- Virtuální (2009) – Producent alba, autor hudby k písním Virtuální, Soulad smyslů, Břehy ve tmách, Na tom záleží, Samota Anděla
- Cicho (2009) – producent alba, autor hudby k písním S.O.S. pomocy!, W niespełnieniu, Dokąd nas niesie, Smiej się
- Ewakuacja (2010) – Producent alba, autor hudby k písním Polowanie na motyle, Uwierzyć, Zwiodę cię
- Ewa Farna LIVE 18 DVD a live CD (2011) – producent alba, režie, scéna a spoluautor scénáře
- Ewa Farna 18 Koncert urodzinowy DVD a live CD (2011) – producent alba, režie, scéna a spoluautor scénáře
- (W)INNA (2013) – producent alba, autor textu k písni Znak, spoluautor textů k písním Ktoś z nami kręci, Z napisami

### Jiné hudební producentské a autorské aktivity
- Věra Špinarová CD Když se láskám stýská (1996) – Producent alba, autor všech písní na albu
- Helena Vondráčková – autor titulní písně Nevzdám se hvězdám – album Nevzdám se hvězdám (1998)
- Helena Vondráčková – autor písní To tehdy padal déšť, Tvou vůni cítím dál – album Vodopád (2000)
- Helena Vondráčková – autor písní Neuč slunce hřát, Nejsem zlá – album Helena 2002 (2002)
- Kateřina Brožová CD Ráda se svlíkám (2002) – Producent alba, autor všech písní na albu
- Helena Vondráčková – autor písní Sundej kravatu – album Platinová Helena (2002)
- Karel Gott – autor písní Pokaždé (zavolám tě zpátky), V zákoutích tvých promenád, Tancuj Karolíno, Ve tvých zátokách – album Pokaždé (2002)
- Helena Vondráčková – autor písní Stádo mořských želv, S tmou na dosah, Je mi líto, Tam kde se láme čas – album Hádej..! (2003)
- Hana Zagorová – autor písní Odvykám, Lásko vítej, Už pár dnů, Sfoukni půlměsíc – album Navěky zůstane čas (2003)
- Jitka Zelenková – autor písně Osedlám svět – album Sametový hlas (2004)
- Lewron orchestra CD Olza (2004) – producent alba, autor všech skladeb na albu
- Lewron orchestra DVD Olza (2005) – záznam multimediálního show na řece Olši – producent, scénář, autor hudby, střih
- Doctor P.P. – autor písně Mašinka – album Omyl mladších třetihor (2005)
- Lewron orchestra CD Vichry (2006) – Producent alba, autor všech skladeb na albu
- Lewron orchestra DVD Lucerna v plamenech (2010) – záznam koncertu – producent, scénář, režie, hudba
- Gabriela Gunčíková CD Celkem jiná (2013) – Producent alba, autor hudby k singlu Černý anděl
- Halina Mlynkova CD Po drugiej stronie lustra (2014) – Producent alba, autor hudby k většině písní a autor a spoluautor textů k nim
- Halina Mlynkova CD Zycia mi mało (2016) – Producent alba, autor hudby ke všem písním a autor některých textů
- Doctor P.P. – autor písně Sabrage (2016)
- Různí interpreti Muzzikanti (2016) – Autor filmové hudby a písní Kdybych byla řekou, Noc vášnivá, Život je šapitó, Tohle je náš boj, Tak volej, hudební producent alba
- Slavnostní znělka policejního prezidenta ČR (2016) – autor hudby
- Různí interpreti + Libor Bouček Písně z muzikálu Ferda Mravenec a Příběh Ferdy Mravence (2016) – Producent alba, autor hudby, spoluautor libreta, režie audioknihy
- Doctor P.P. – kreativní producent alba Levák (2018)
- TvProDeti - internetová televize a youtube kanál. Producent, autor námětů jednotlivých pořadů, autor a spoluautor scénářů jednotlivých dílů, autor písniček a scénické hudby, režie činohry. Pořady:
  - 2020-2021 Muzíček (17 dílů),
  - 2020-2021 Pohádky Tety Květy (16 dílů),
  - 2021 Dobrodružství Fidlíka a Violenky (15 dílů),
  - 2021 Notel Tety Květy (15 dílů),
  - 2021-2022 Rozcvičky Opičky Cvičky (10 dílů),
  - 2022 Poklad Pirátky Tety Květy (15 dílů),
  - 2022 Cesta na První konec světa (15 dílů),
  - 2023 Teta Květa a Pufík
- Lešek Wronka CD Odemkni zámky (2023) - Producent alba, autor hudby ke všem písním, interpret

### Scénická hudba
- 1985–1995 scénická tvorba pro loutková divadla v Česku a Polsku (cca 25 titulů)
- 1980 scénická hudba Gbury (režie J. Przybylowski)
- 1981 muzikál Panna Tutli-Putli (režie J. Przybylowski)
- 1982 scénická hudba Zółta ciżemka (režie K.Suszka)
- 1984 scénická hudba Popiół i diament (režie A. Ziebinski)
- 1984 scénická hudba Król Maciuś Pierwszy (režie K.Suszka)
- 1985 scénická hudba Višňový sad (režie K. Suszka)
- 1985 muzikál Motýli jsou volní (režie K. Suszka)
- 1986 scénická hudba Dva na koni, jeden na oslu (režie J. Janík)
- 1986 scénická hudba Znachor (režie B. Cybulski)
- 1986 scénická hudba Dvě divadla (režie A. Ziebinski)
- 1987 scénická hudba Gorący ziemniak (režie K. Suszka)
- 1987 scénická hudba Polowanie na kaczki (režie W.Rybicki)
- 1988 scénická hudba R.U.R. (režie W. Zeidler)
- 1991 scénická hudba Cyrano z Bergeracu (režie F.Kordula)
- 1991 scénická hudba Sněhurka (režie K. Suszka)
- 1992 scénická hudba Chłopcy (režie M. Mokrowiecki)
- 1992 scénická hudba Niespodzianka (režie R. Molinski)
- 1993 scénická hudba Antigona (režie R. Molinski)
- 1994 muzikál Ferda mravenec (režie K. Suzska)
- 1994 scénická hudba Król IV (režie R. Molinski)
- 1994 scénická hudba Ania z Zielonego wzgórza (K.Suszka)
- 1994 scénická hudba Manžel pro Opalu (režie K. Suszka)
- 1995 scénická hudba Obchodník s deštěm (režie K. Suszka)
- 1995 scénická hudba Strakonický dudák (režie K.Suszka)
- 1996 scénická hudba Pygmalion (režie K. Suszka)
- 1997 scénická hudba Strýček Váňa (režie K. Suszka)
- 1997 muzikál Císařovy nové šaty (režie L. Wronka)
- 2004 muzikál Sněhová královna (režie K. Suszka)
- 2015 Scénická hudba Prezidentky (režie V. Čížkovský)
- 2017 muzikál Ferda Mravenec (režie L.Vaculík)
- 2021 TvProDeti naživo Muzíček (scénář a režie Lešek Wronka)
- 2022 TvProDeti naživo Kamarádi Tety Květy (scénář a režie Lešek Wronka)
- 2023 TvProDeti naživo Dobrodružství Fidlíka a Violenky

### Filmová hudba
- 1997 Travis (TV film)
- 1998 Čerte, drž se svého kopyta! (TV film)
- 2017 Muzzikanti (hudební film Dušana Rapoše a Petra Šišky)
- 2018 Když draka bolí hlava (pohádka Petra Šišky a Dušana Rapoše, titulní píseň, zpívá Karel Gott)
- 2020 Ženská pomsta (filmová hudba k české komedii, titulní píseň, zpívá Helena Vondráčková)

### Scenáristická televizní a video tvorba
- 2005 Olza – Lewron orchestra (filmový záznam multimediální show)
- 2006 Vichry – Lewron orchestra (televizní záznam multimediální show)
- 2009 Ceny Anděl 2008 (TV pořad)
- 2010 Ceny Anděl 2009 (TV pořad)
- 2010 Lucerna v plamenech – Lewron orchestra (filmový záznam multimediální show)
- 2011 Ceny Anděl 2010 a Ceny 20letí (TV pořad), Žánrové cena Anděl (TV pořad)
- 2012 Ceny Anděl 2011 (TV pořad), Žánrové cena Anděl (TV pořad)
- 2013 Ceny Anděl 2012 (TV pořad), Žánrové cena Anděl (TV pořad))
- 2014 Ceny Anděl 2013 (TV pořad), Žánrové cena Anděl (TV pořad)
- 2015 Cena Anděl 2014 (TV pořad), Žánrové cena Anděl (TV pořad)
- 2016 Ceny Anděl 2015 a Ceny 25letí (TV pořady), Žánrové cena Anděl (TV pořad)
- 2020 – 2024 TvProDěti (Youtube kanál), náměty, scénáře, hudba, producent

### TvProDeti –youtube kanál (videoscénky, písničky, pohádky)

###### Muzíček
- 2020 Muzíček: Fidlík a Violenka – Muzíček – hudba, námět, scénář, producent
- 2020 Muzíček: Fidlík a Violenka – V zoo – hudba, námět, scénář, producent
- 2020 Muzíček: Fidlík a Violenka – Vzhůru ke hvězdám – hudba, námět, scénář, producent
- 2020 Muzíček: Fidlík a Violenka – Na hrad na draka – hudba, námět, scénář, producent
- 2020 Muzíček: Fidlík a Violenka – Kamarád pes – hudba, námět, scénář, producent
- 2020 Muzíček: Fidlík a Violenka – Jedeme vlakem – hudba, námět, scénář, producent
- 2020 Muzíček: Fidlík a Violenka – Bědovala žába – hudba, námět, scénář, producent
- 2020 Muzíček: Fidlík a Violenka – Mlsný méda – hudba, námět, scénář, producent
- 2020 Muzíček: Fidlík a Violenka – Ukolébavka pro Koťata – hudba, námět, scénář, producent
- 2020 Muzíček: Fidlík a Violenka – Hurá je tu Mikuláš – hudba, námět, scénář, producent
- 2021 Muzíček: Fidlík a Violenka – O čem sní kůň – hudba, námět, scénář, producent
- 2021 Muzíček: Fidlík a Violenka – Kdo má rád, ten se má – hudba, námět, scénář, producent
- 2021 Muzíček: Fidlík a Violenka – Skřítkové – hudba, námět, scénář, producent
- 2021 Muzíček: Fidlík a Violenka – Létající koberec – hudba, námět, scénář, producent
- 2021 Muzíček: Fidlík a Violenka – Když draka bolí hlava – hudba, námět, scénář, producent

###### Pohádky Tety Květy (náměty a scénáře Magdaléna Wronková)
- 2020 Pohádky Tety Květy – O Pístolníčkovi Pacholíčkovi – hudba, spoluautor scénáře, producent
- 2020 Pohádky Tety Květy – O princezně Smolařce – hudba, spoluautor scénáře, producent
- 2020 Pohádky Tety Květy – O vodním světe – hudba, spoluautor scénáře, producent
- 2020 Pohádky Tety Květy – O zvířecí farmě – hudba, spoluautor scénáře, producent
- 2020 Pohádky Tety Květy – O Ufounkovi – hudba, spoluautor scénáře, producent
- 2020 Pohádky Tety Květy – O kouzelném vaření – hudba, spoluautor scénáře, producent
- 2020 Pohádky Tety Květy – O kouzelném kufříkovi – hudba, spoluautor scénáře, producent
- 2020 Pohádky Tety Květy – O Červené Strašulce – hudba, spoluautor scénáře, producent
- 2020 Pohádky Tety Květy – O Sněhůlce a sedmi skejťácích – hudba, spoluautor scénáře, producent
- 2020 Pohádky Tety Květy – O vánočním kapříkovi – hudba, spoluautor scénáře, producent
- 2021 Pohádky Tety Květy – O pyšné prskavce – hudba, spoluautor scénáře, producent
- 2021 Pohádky Tety Květy – O zachránění Billyho – hudba, spoluautor scénáře, producent
- 2021 Pohádky Tety Květy – O Mopu a Mopkovi – hudba, spoluautor scénáře, producent
- 2021 Pohádky Tety Květy – O neposedném smítkovi – hudba, spoluautor scénáře, producent
- 2021 Pohádky Tety Květy – O Koblížkovi – hudba, spoluautor scénáře, producent

###### Dobrodružství Fidlíka a Violenky
- 2021 Dobrodružství Fidlíka a Violenky – Cínový vojáček – hudba, námět, scénář, producent
- 2021 Dobrodružství Fidlíka a Violenky – Pinokio – hudba, námět, scénář, producent
- 2021 Dobrodružství Fidlíka a Violenky – Zbloudilá mořská víla – hudba, námět, scénář, producent
- 2021 Dobrodružství Fidlíka a Violenky – Vodník Bublík – hudba, námět, scénář, producent
- 2021 Dobrodružství Fidlíka a Violenky – Baba Jaga – hudba, námět, scénář, producent
- 2021 Dobrodružství Fidlíka a Violenky – Sin Sin Šaolin – hudba, námět, scénář, producent
- 2021 Dobrodružství Fidlíka a Violenky – Robot XQ – hudba, námět, scénář, producent
- 2021 Dobrodružství Fidlíka a Violenky – Marek Kašpárek – hudba, námět, scénář, producent
- 2021 Dobrodružství Fidlíka a Violenky – Čertík Loupežník – hudba, námět, scénář, producent
- 2021 Dobrodružství Fidlíka a Violenky – Hvězdy šeptaj noci – hudba, námět, scénář, producent
- 2021 Dobrodružství Fidlíka a Violenky – Strašidla Cinki a Linki – hudba, námět, scénář, producent
- 2021 Dobrodružství Fidlíka a Violenky – Zorro Amigo – hudba, námět, scénář, producent
- 2021 Dobrodružství Fidlíka a Violenky – Inčučumík Apač – hudba, námět, scénář, producent
- 2021 Dobrodružství Fidlíka a Violenky – Práskač Špicl – hudba, námět, scénář, producent
- 2021 Dobrodružství Fidlíka a Violenky – Děd Nicnevěd – hudba, námět, scénář, producent

###### Notel Tety Květy (spoluautoři námětů ascénářů Magdaléna Wronková, Michal Wronka)
- 2021 Notel Tety Květy – Chytrolínka – hudba, spoluautor námětu, producent
- 2021 Notel Tety Květy – Méďa Koumák – hudba, spoluautor námětu, producent
- 2021 Notel Tety Květy – Mýval Gurmán – hudba, spoluautor námětu, producent
- 2021 Notel Tety Květy – Opička Cvička – hudba, spoluautor námětu, producent
- 2021 Notel Tety Květy – Divá Šiva – hudba, spoluautor námětu, producent
- 2021 Notel Tety Květy – Princ Žabák – hudba, spoluautor námětu, producent
- 2021 Notel Tety Květy – Moucha PéCé – hudba, spoluautor námětu, producent
- 2021 Notel Tety Květy – Oslík Básník – hudba, spoluautor námětu, producent
- 2021 Notel Tety Květy – Lorenzo Ferrrari – hudba, spoluautor námětu, producent
- 2021 Notel Tety Květy – Liška Ekosložka – hudba, spoluautor námětu, producent
- 2021 Notel Tety Květy – Kočka Fintilka – hudba, spoluautor námětu, producent
- 2021 Notel Tety Květy – Caruzo Paranotti – hudba, spoluautor námětu, producent
- 2021 Notel Tety Květy – Husa Pilotka – hudba, spoluautor námětu, producent
- 2021 Notel Tety Květy – Doktor Jehlík – hudba, spoluautor námětu, producent
- 2021 Notel Tety Květy – Teta Pirátka – hudba, spoluautor námětu, producent

###### Poklad Pirátky Tety Květy (námět a scénář Magdaléna Wronková, spoluautoři scénářů Michal Wronka, Matěj Pichler)
- 2022 Poklad Pirátky Tety Květy - Kouzelný vor - hudba, spoluautor scénáře, režie činohry, producent
- 2022 Poklad Pirátky Tety Květy - Hurikán Kruťas - hudba, spoluautor scénáře, režie činohry, producent
- 2022 Poklad Pirátky Tety Květy - Plnovous a Ostrov kostlivců - hudba, spoluautor scénáře, režie činohry, producent
- 2022 Poklad Pirátky Tety Květy - Skřítek Huatalunga - hudba, spoluautor scénáře, režie činohry, producent
- 2022 Poklad Pirátky Tety Květy - Zmrzlá Merry - hudba, spoluautor scénáře, režie činohry, producent
- 2022 Poklad Pirátky Tety Květy - Mořská Panna - hudba, spoluautor scénáře, režie činohry, producent
- 2022 Poklad Pirátky Tety Květy - Pelargonie Hladová - hudba, spoluautor scénáře, režie činohry, producent
- 2022 Poklad Pirátky Tety Květy - Fata Morgána - hudba, spoluautor scénáře, režie činohry, producent
- 2022 Poklad Pirátky Tety Květy - Dvojitý ostrov - hudba, spoluautor scénáře, režie činohry, producent
- 2022 Poklad Pirátky Tety Květy - Siréna Adelle - hudba, spoluautor scénáře, režie činohry, producent
- 2022 Poklad Pirátky Tety Květy - Bludný Holanďan a Karbaník John - hudba, spoluautor scénáře, režie činohry, producent
- 2022 Poklad Pirátky Tety Květy - Chobotnice a Zlaté město - hudba, spoluautor scénáře, režie činohry, producent
- 2022 Poklad Pirátky Tety Květy - Kapitán Křivofous - hudba, spoluautor scénáře, režie činohry, producent
- 2022 Poklad Pirátky Tety Květy - Hurikán Kliďas - hudba, spoluautor scénáře, režie činohry, producent
- 2022 Poklad Pirátky Tety Květy - Muška Zlatá - hudba, spoluautor scénáře, režie činohry, producent

###### Cesta na První konec světa
- 2022 Cesta na První konec světa - Na Vrcholu vědění - písnička "Všude dobře, doma nejlíp" - hudba, scénář, režie činohry, producent
- 2022 Cesta na První konec světa - Profesor Pirueta - písnička "Každý nástroj má duši svou" - hudba, scénář, režie činohry, producent
- 2022 Cesta na První konec světa - Propast Furiósa - písnička "Výdech, nádech!" - hudba, scénář, režie činohry, producent
- 2022 Cesta na První konec světa - Na okraji Zrcadlového obzoru - písnička "Cesto, ukaž se!" - hudba, scénář, režie činohry, producent
- 2022 Cesta na První konec světa - Kdo je tady špeh? - písnička "Svět se točí v kolotoči" - hudba, scénář, režie činohry, producent
- 2022 Cesta na První konec světa - Mručící les - písnička "Pouto století" - hudba, scénář, režie činohry, producent
- 2022 Cesta na První konec světa - Pikibřík von Světavák - písnička "Kdo má charisma, je král!" - hudba, scénář, režie činohry, producent
- 2022 Cesta na První konec světa - Hluchonie a Brouk Notyžrout - písnička "Utíkej, co můžeš!" - hudba, scénář, režie činohry, producent
- 2022 Cesta na První konec světa - Staří známí - písnička "Dřív bylo líp" - hudba, scénář, režie činohry, producent
- 2022 Cesta na První konec světa - Mluvit stříbro, mlčet zlato - písnička "Mluvit stříbro, mlče zlato" - hudba, scénář, režie činohry, producent
- 2022 Cesta na První konec světa - Hvízdalové - písnička "Víme, co se patří" - hudba, scénář, režie činohry, producent
- 2022 Cesta na První konec světa - Blouznička Pikolka - písnička "Chceš-li správnou cestu znát" - hudba, scénář, režie činohry, producent
- 2022 Cesta na První konec světa - Sen o Mávaji - písnička "Mávaj je ráj" - hudba, scénář, režie činohry, producent
- 2022 Cesta na První konec světa - Stará láska nerezaví - písnička "Stará láska nerezaví" - hudba, scénář, režie činohry, producent
- 2022 Cesta na První konec světa - Na prahu jeskyně Akustiky - písnička "Sláva začíná" - hudba, scénář, režie činohry, producent

#### Teta Květa a Pufík
- 2023 Teta Květa a Pufík - O Otesánkovi - písnička " Ham ham ham" - hudba, režie činohry, producent
- 2023 Teta Květa a Pufík - Šípková Růženka - písnička " Stačí zpomalit" - hudba, režie činohry, producent
- 2023 Teta Květa a Pufík - O veliké řepě - písnička " Já a ty, to jsme my" - hudba, režie činohry, producent
- 2023 Teta Květa a Pufík - Kocour v botách - písnička "Úspěch sláva, polní tráva" - hudba, režie činohry, producent
- 2023 Teta Květa a Pufík - O Popelce - písnička " Úklid v domě" - hudba, režie činohry, producent
- 2023 Teta Květa a Pufík - Hrnečku vař - písnička " Poprosit a pak říct dík" - hudba, režie činohry, producent
- 2023 Teta Květa a Pufík - Ošklivé káčátko 007 - písnička " Stačí říct dost" - hudba, režie činohry, producent
- 2023 Teta Květa a Pufík - Sněhová královna - písnička "Jen tréning dělá mistra " - hudba, režie činohry, producent
- 2023 Teta Květa a Pufík - Perníková chaloupka - písnička " Go go go, už jdou!" - hudba, režie činohry, producent
- 2023 Teta Květa a Pufík - Smolíček Pacholíček - písnička " Lhaní kazí člověka" - hudba, režie činohry, producent
- 2023 Teta Květa a Pufík - Červená karkulka  - písnička " Veterinář" - hudba, režie činohry, producent
- 2023 Teta Květa a Pufík - Čert - písnička " S čerty nejsou žádné žerty" - hudba, režie činohry, producent

### Hudební videoklipy
- 2005 Ewa Farna – Měls mě vůbec rád – producent
- 2006 Ewa Farna – Zapadlej krám – producent
- 2006 Ewa Farna – Tam gdzie nie ma już dróg – producent
- 2007 Lewron orchestra – Kwiotek – producent, scénář, hudba
- 2008 Ewa Farna – Ticho – producent
- 2008 Ewa Farna – La la laj – producent
- 2008 Ewa Farna – Boží mlejny melou – producent, hudba
- 2008 Lewron orchestra, Olga Lounová – Olza – producent, scénář, hudba
- 2009 Ewa Farna – Toužím – producent, scénář
- 2009 Ewa Farna – Cicho – producent
- 2010 Ewa Farna – Dmuchawce, latawce, wiatr – producent
- 2010 Ewa Farna – La la laj (Polsko) – producent
- 2010 Ewa Farna – Maska – producent, scénář
- 2010 Lenya – Ty a já – producent, scénář a režie, hudba
- 2010 Lewron orchestra – Arsan Duolaj – producent, scénář a režie, hudba
- 2011 Ewa Farna – Bez łez – producent
- 2013 Gabriela Gunčíková – Černý anděl – producent, scénář a režie, hudba
- 2013 Halina Mlynkova – Aż do dna – producent, hudba
- 2013 Ewa Farna – Znak – producent, text
- 2014 Halina Mlynkova – Ostatni raz – producent, scénář, hudba
- 2014 Halina Mlynkova – Uśmiech malucha – producent, scénář a režie, hudba, text
- 2014 Halina Mlynkova – Choinki tulą się do ludzi – producent, hudba
- 2014 Ewa Farna – Tajna misja – scénář
- 2015 Halina Mlynkova – Zabiorę cię – producent, hudba
- 2016 Halina Mlynkova – Kawa – producent, scénář a režie, hudba
- 2016 Doctor P.P. – Sabrage – hudba
- 2016 Halina Mlynkova – Mówisz mi – hudba
- 2017 Marta Jandová – Kdybych byla řekou – hudba (klip k filmu Muzzikanti)
- 2017 Peter Cmorik – Život e šapitó – hudba (klip k filmu Muzzikanti)
- 2017 Marta Jandová, Roma IZZI Izaiáš – Noc vášnivá – hudba (klip k filmu Muzzikanti)
- 2017 Peter Cmorik – Tohle je náš boj – hudba (klip k filmu Muzzikanti)
- 2018 Karel Gott – Když draka bolí hlava – hudba
- 2019 Helena Vondráčková – Ženská pomsta – hudba
- 2020 Lešek Wronka – Kochałaś na niby – hudba, text, scénář, interpret, producent
- 2020 Lešek Wronka feat. Terezie Koval – Enigmatic – hudba, námět scénář, interpret, producent
- 2020 Lešek Wronka – Za mało w nas kłamstw – hudba, text, námět, scénář, interpret, producent
- 2021 Lešek Wronka - Ty zakochaj się..(we mnie!) - hudba, text, scénář, interpret, producent
- 2021 Lešek Wronka - Dokud jsme spolu - hudba, scénář, interpret, producent
- 2021 TvProDeti - Svátky nás zvou - vánoční speciál, hudba, scénář, režie, interpret, producent
- 2022 Lešek Wronka - Ten den bude líp - hudba, scénář, interpret, producent
- 2022 TvProDeti - Vánoční přání - vánoční speciál, hudba, spoluautor scénáře, režie, producent
- 2022 TvProDeti - Narozeninový karneval Tety Květy - hudba, spoluautor scénáře, producent
- 2023 Triolky - Strašidla - hudba, scénář, producent
- 2023 Happy Girls - Právě teď - hudba, spoluautor scénáře, producent
- 2023 Triolky - Koťata - hudba, scénář, producent
- 2023 Triolky - Skřítkové - hudba, spoluautor scénáře, producent
- 2023 Triolky - Nestíhám - hudba, scénář, režie, producent